# Diaea mollis
Diaea mollis là một loài nhện trong họ Thomisidae.
Loài này thuộc chi Diaea. Diaea mollis được Ludwig Carl Christian Koch miêu tả năm 1875.